# ベアトリス・ド・ブラバン

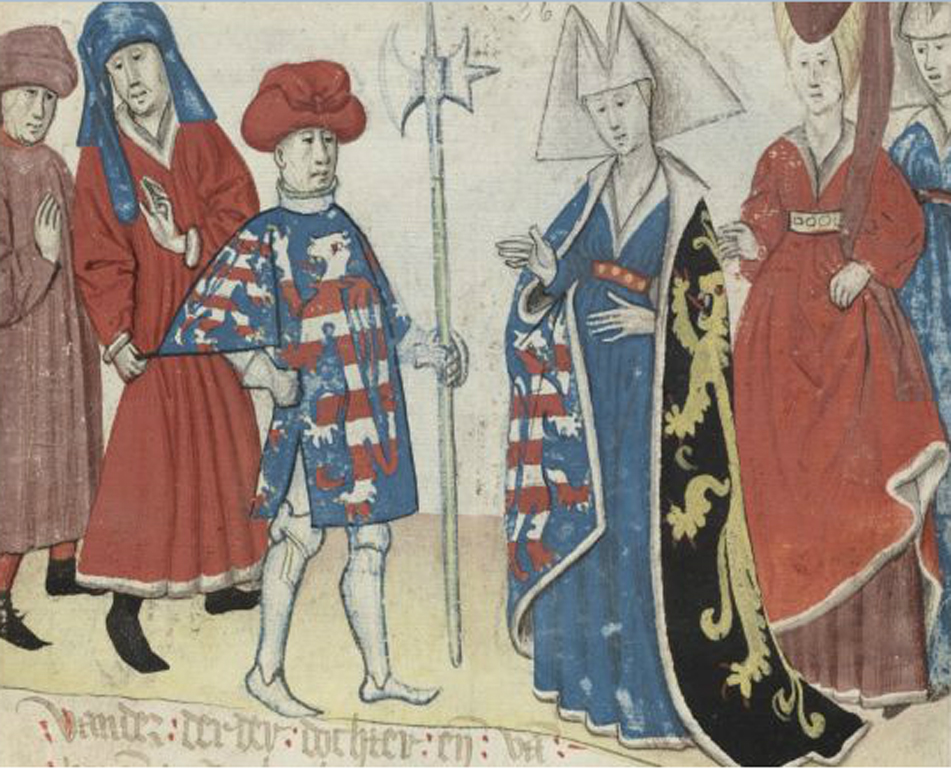
ベアトリスとハインリヒ・ラスペの結婚

ベアトリス・ド・ブラバン（フランス語：Béatrice de Brabant, 1225年 - 1288年11月11日）または	ベアトリクス・フォン・ブラバント（ドイツ語：Beatrix von Brabant）は、テューリンゲン方伯・対立ローマ王ハインリヒ・ラスペ妃、のちフランドル伯ギヨーム2世妃。

## 生涯
ベアトリスはブラバント公アンリ2世とマリア・フォン・ホーエンシュタウフェンの間にルーヴェンで生まれた。母マリアはローマ王フィリップの娘であった。ベアトリスにはアンリ3世や、後に夫バイエルン公ルートヴィヒ2世に処刑されるマリーなどの5人の姉弟がいた。
マリアは1241年3月10日、テューリンゲン方伯ハインリヒ・ラスペと結婚した。ハインリヒ・ラスペは1246年にローマ王位を宣言した。ハインリヒ・ラスペにとってこの結婚は3度目であったが、最初の2人の妃と同様に、マリアとも子供が生まれなかった。1247年にハインリヒ・ラスペは子供がいないまま死去し、チューリンゲンは甥のマイセン辺境伯ハインリヒ3世が継承した。
同年11月に、マリアはフランドル伯ギヨーム2世と再婚した。しかしギヨーム2世は1251年6月6日に死去した。この結婚でも子供が生まれなかった。
マリアはコルトレイクにあるグロエニンク修道院の後援者であった。彼女はこの修道院に聖母の像を寄贈した。この像は、1285年にマリアが教皇ホノリウス4世から受け取ったと言われている。また、蝋燭も寄贈したが、これは同年にアラスの司教から入手した奇跡を起こすといわれていたアラスの蝋燭の断片から作られた蝋燭であった。